# Mariano Ansó
Mariano Fructuoso Ansó Zunzarren (Pamplona, 21 de enero de 1899- Biarritz o Bayona (Francia), 29 de agosto de 1981) fue un abogado y político español. Fue el primer alcalde de Pamplona tras la proclamación de la II República Española en 1931 y ministro de Justicia en el primer gobierno de Juan Negrín.

## Biografía
Mariano Ansó era miembro de la candidatura de la Conjunción Republicano-Socialista, por el Partido Republicano Autónomo Navarro, en las elecciones del 12 de abril de 1931 para el Ayuntamiento de Pamplona. Ansó obtuvo acta de concejal, aunque el triunfo correspondió a la candidatura antirrevolucionaria, que incluía a carlistas jaimistas y monárquicos (que obtuvieron 17 concejales por 12 de la Conjunción). Sin embargo, las elecciones fueron impugnadas y repetidas en mayo. Esta vez, los republicano-socialistas obtuvieron la mayoría de concejales (los nacionalistas vascos no concurrieron), y Mariano Ansó fue elegido alcalde de Pamplona. Antes, el 13 de mayo, había sido nombrado por la comisión gestora de la Diputación miembro de la ponencia creada para la elaboración de dos proyectos de Estatuto de Autonomía, el vasco-navarro y el exclusivamente navarro.
Candidato asimismo en las elecciones a Cortes Constituyentes de ese año, consiguió un escaño en las Cortes por Navarra, renunciando a la alcaldía en favor del también republicano Nicasio Garbayo. 
En las Cortes formó parte de la minoría parlamentaria de Acción Republicana, el partido de Manuel Azaña, del que fue colaborador y amigo, desde donde defendió el Estatuto de Autonomía vasco-navarro elaborado por la gestora, oponiéndose al proyecto de estatuto conocido como Estatuto de Estella, pactado entre tradicionalistas y nacionalistas vascos, porque pretendía "convertir a Vasconia y a Navarra en un coto cerrado de la reacción, donde sea imposible la convivencia de las ideas liberales". No renovó su acta de diputado en las elecciones de 1933, que constituyeron un gran descalabro para las fuerzas de izquierda y para los republicanos de Azaña en particular. En febrero de 1936 fue elegido diputado en Cortes por Guipúzcoa, dentro de la candidatura del Frente Popular.
Representante de Izquierda Republicana en las comisiones de actas y de Guerra, tras el estallido de la Guerra Civil viajó desde Madrid a San Sebastián a través de Francia para poner a salvo a su familia, que se encontraba en Zarauz, y llevarla a San Juan de Luz. Tras la caída de Guipúzcoa en manos de las tropas de Mola, volvió a Madrid, donde recibió en encargo de su amigo Azaña de trasladar diversa documentación, entre la que se hallaban sus memorias, a Ginebra, en donde el cuñado de Azaña, Cipriano Rivas Cherif, era cónsul general.
Al constituirse el primer gobierno de Negrín, en mayo de 1937, Mariano Ansó fue nombrado subsecretario de Justicia, a las órdenes de Manuel de Irujo. En este puesto tuvo que enfrentarse a sucesos delicados como la ilegalización del POUM o la desaparición de Andrés Nin. Tras la dimisión de Irujo, Ansó fue nombrado ministro de Justicia en diciembre de ese año, cargo que ocupó hasta la crisis ministerial de abril de 1938. 

### Exilio
Al final de la guerra civil pasó a Francia donde se refugió, aunque a raíz de la ocupación nazi del país galo se tuvo que enfrentar a las difíciles circunstancias del régimen de Vichy. Sufrió un intento de secuestro en Niza por parte de la policía política franquista a las órdenes del embajador José Félix de Lequerica en el que intervino el agente Pedro Urraca, siendo encarcelado varias veces. A pesar de ello, pudo pasar a Suiza y, tras el fin de la Guerra Mundial, a Londres, donde reanudó su colaboración con Negrín. En julio de 1945 se estableció en Biarritz, donde siguió colaborando con el Gobierno de la República en el exilio. En diciembre de 1956, un mes después de la muerte de Negrín, tomó parte en la entrega de la documentación que conservaba el expresidente del Consejo sobre el episodio del «oro de Moscú» a las autoridades franquistas. Como premio por ello recibió un pasaporte español y las autoridades franquistas le permitieron entrar y salir libremente de España, ya no como exiliado sino como residente en el extranjero. Tras ello abandonó prácticamente sus actividades políticas.
En 1976 publicó sus memorias, Yo fui ministro de Negrín, obra que resultó finalista del premio Espejo de España.